# Hitman: Sniper Challenge
Hitman: Sniper Challenge (с англ. — «Наёмный убийца: Испытание снайпера») — компьютерная мини-игра в жанре стелс-экшен, спин-офф Hitman: Absolution, одна из игр серии Hitman. Разработчиком консольных версий (PlayStation 3 и Xbox 360) выступила датская компания IO Interactive, ранее разработавшая остальные игры серии на различные платформы, включая PC. Разработчиком PC-порта игры стала Nixxes, ранее портировавшая на ПК Kane & Lynch 2: Dog Days. Издатель — Square Enix.

## Игровой процесс
События в игре охватывают период незадолго до событий Hitman: Absolution.
Сорок седьмой, вооружившись снайперской винтовкой, за отведённые ему пятнадцать минут должен убить Ричарда Стронга-младшего, высадившегося на соседней крыше, и вместе с ним как можно больше охранников.
Чтобы игрокам не было скучно, разработчики сделали специальный «лидерборд», на котором отображаются успехи других игроков. Помимо собственно убийств на итоговый результат также влияют продолжительность серии «хедшотов» и успешное прохождение всевозможных побочных «испытаний».

## Распространение
В России игру можно было получить двумя способами: на DVD или через системы цифровой дистрибуции.
Игра поступила на прилавки физических магазинов сразу после выхода в сервисах цифровой дистрибуции. При этом, в отличие от распространения в сервисах цифровой дистрибуции, игроку не требовалось покупать Hitman: Absolution: её по желанию можно было купить после выхода со скидкой, размер которой был равен стоимости диска с игрой.
Игру можно было скачать сразу же после релиза. В отличие от распространения через DVD, предварительный заказ Hitman: Absolution был обязателен.